# Fressnapf

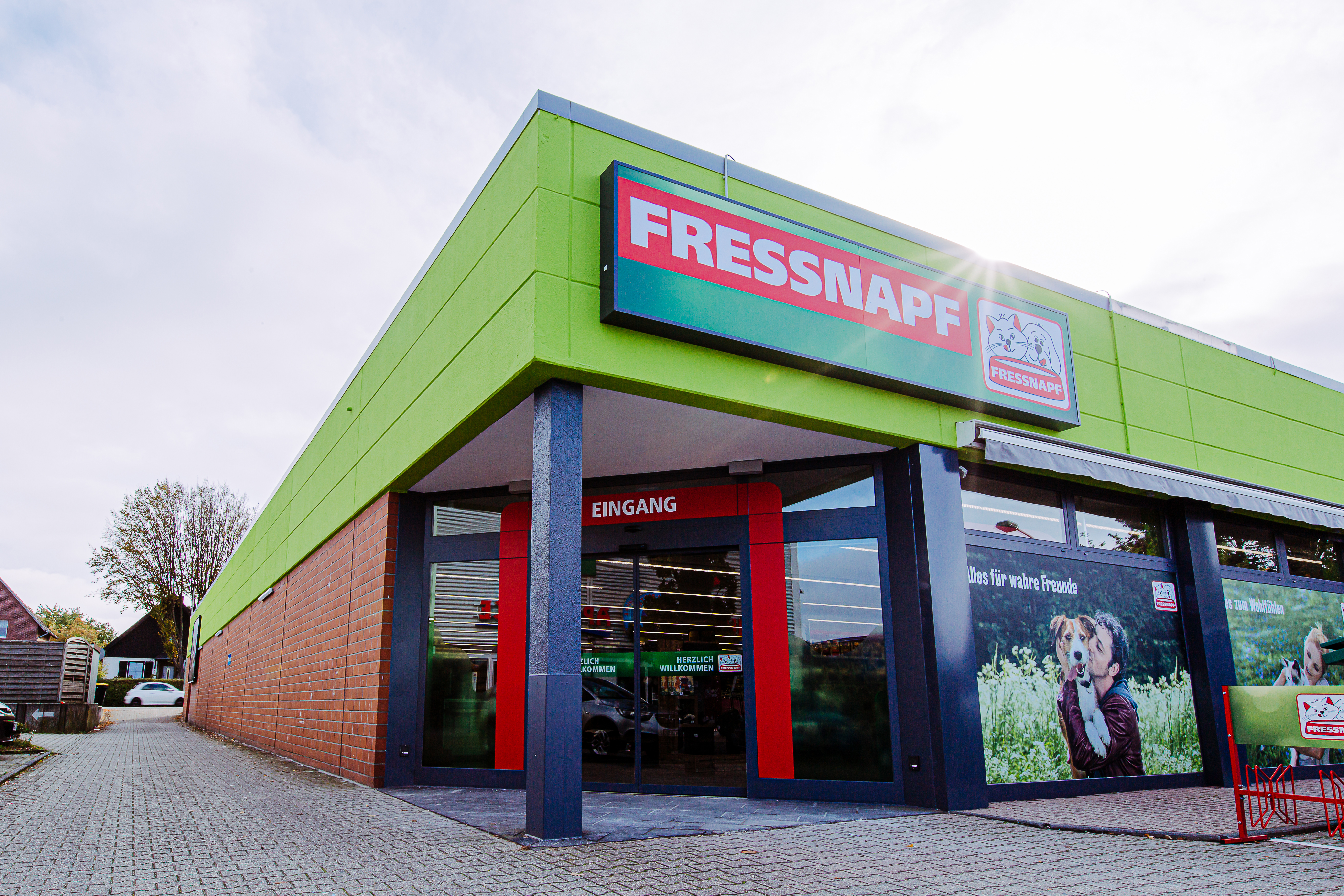
Magasin Fressnapf en Allemagne.

Fressnapf est une chaine de magasins vendant des aliments et des accessoires pour animaux de compagnie.  

## Historique
La chaîne a été créée en 1990 en Allemagne par Torsten Toeller.  
En mai 2025, Matt Simister, ancien dirigeant de Tesco, est nommé PDG du groupe.  

## Implantations
En 2025, l'enseigne exploite 2600 magasins dans 14 pays et enregistre un chiffre d'affaires de 4 milliards d'euros. 
La marque opère sous le nom Fressnapf dans les pays germanophones et en Hongrie, et sous le nom Maxi Zoo en France et au sein de ses autres marchés.